# Gratiot (Ohio)

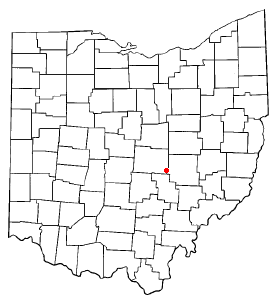
Gratiot na planie stanu Ohio

Gratiot – wieś w USA, w hrabstwie Licking, w stanie Ohio. Miejscowość została założona przed rokiem 1850.
W roku 2010, 19,5% miało poniżej 18 lat, 7,3% mieszkańców pomiędzy 18 a 24 lata, 25,8% pomiędzy 25 a 44 lata, 32% pomiędzy 45 a 64 lata, 15,4% miała 65 i więcej lat. We wsi 47,5% to mężczyźni a 52,5% to kobiety.
Liczba mieszkańców w 2010 roku wynosiła 221.